# Обыкновенная тупайя
Обыкновенная тупайя (лат. Tupaia glis) — млекопитающее семейства тупайевых.

## Внешний вид
Типичная тупайя похожа своим пушистым хвостом и заострённой мордочкой на белку. Длина тела в среднем 19,5 см, хвоста — 16,5; весит тупайя около 140 г. Половой диморфизм не выражен. Характерны маленькие хрящевые уши, короткие вибриссы и довольно небольшие глаза, направленные в стороны. Все конечности пятипалые, вооружены длинными острыми когтями. Мех густой, на спине тёмно-коричневый или тёмно-рыжий, на животе — оранжево-рыжий. На плечах имеется бледная полоса. У самки 1—3 пары сосков. Насчитывают порядка 49 подвидов (географических рас) обыкновенной тупайи; окраска в целом светлеет с севера на юг.

## Распространение
Обыкновенная тупайя обитает в Юго-Восточной Азии: на полуострове Малакка от перешейка Кра (Таиланд) и на островах Малайского архипелага (Суматра, Ява, Калимантан, Риау, Линга, Бангка, Анамбас).

## Образ жизни
Широко распространены в тропических лесах, в горах доходя до 3000 м над уровнем моря; встречаются также на плантациях и в садах. Часто держатся вблизи человеческого жилья. Тупайи напоминают белок не только внешним видом, но и повадками. Как и белки, это дневные животные, устраивающие убежища в дуплах упавших деревьев, под корнями, в полостях бамбука и т. п. В неволе активность наблюдается также в вечерние и утренние часы. Ведут полудревесный образ жизни, большую часть времени проводя на земле, где роются в опаде в поисках пищи. Основу их рациона составляют фрукты и насекомые, изредка — мелкие позвоночные. Поедая пищу, они, подобно белкам, держат её в передних лапках, сидя на задних. Известны случаи, когда тупайи поедали плоды на плантациях и похищали пищу из жилых домов.
Половой диморфизм у тупай проявляется в размерах личного участка. Средний размер участка у самца — 10 174 м², у самки — 8 809 м². Живут в одиночку, парами или семейными группами, строго защищая занимаемую территорию от посторонних. Драки между самцами иногда приводят к смертельному исходу; между самцом и самкой драк не бывает. Семейная группа состоит из родителей и их потомства, причём подросшие самцы расселяются, а самки зачастую остаются с родителями. Кормятся тупайи всегда поодиночке. Плотность популяции на 1 га достигает 6—12 особей в Таиланде и 2—5 особей на полуострове Малакка.
Друг с другом тупайи общаются с помощью звуковых сигналов и иных знаков (например, движений хвоста). Также используются метки, оставляемые пахучими железами, расположенными на груди и на животе.

## Размножение
Как правило, обыкновенные тупайи моногамны и живут постоянными парами, защищая семейную территорию. В неволе, однако, наблюдается полигамия, когда доминантный самец не допускает других самцов к размножению. В качестве исключения полигамия характерна и для популяции обыкновенных тупай в Сингапуре, где личный участок одного самца охватывает участки нескольких самок.
Размножаются тупайи в течение всего года; пик размножения приходится на февраль-июнь. С августа по ноябрь детёныши почти не появляются. Эстральный цикл длится от 8 до 39 дней, беременность — от 40 до 52 дней. Характерна задержка в имплантации бластоцисты в матке. В помёте до 3 слепых, беспомощных детёнышей весом 10—12 г. Глаза у них открываются не раньше 20 дня жизни. Самостоятельными детёныши становятся после 36 дня и вскоре покидают родителей. Половой зрелости и самцы, и самки достигают к 3 месяцам. В возрасте 4,5 месяцев самки уже начинают размножаться. Короткая беременность и быстрое созревание молодняка обеспечивают тупайям высокий темп размножения.
Забота тупай о потомстве отличается уникальными чертами. Так, детёныши находятся в отдельном гнезде, которое обычно строит самец. Самка проводит с потомством очень мало времени, посещая его всего на 10—15 минут каждые 48 часов; таким образом, за всё время лактации самка проводит с детёнышами не более 1,5 часов. За одно кормление каждый детёныш успевает высосать 5—15 г молока, которое очень богато белками. Никакой другой заботы о потомстве тупайи не проявляют и неспособны опознать его без своих пахучих меток. Через 36 дней молодняк переходит жить в родительское гнездо, а ещё через несколько дней расселяется. Самки часто остаются с родителями.

### Продолжительность жизни
В природе обыкновенные тупайи живут всего 2—3 года. Однако в неволе они доживали до 12 лет (самая большая продолжительность жизни среди тупайеобразных). Основными их врагами являются дневные хищники — харза, храмовая куфия (Tropidolaemus wagleri) и др. змеи, хищные птицы. Люди на тупай не охотятся, поскольку их мясо несъедобно, а шкура не представляет ценности. Вред, причиняемый тупайями плантациям, незначителен.